# Mohamed Morabet
 (avril 2020).
Si vous disposez d'ouvrages ou d'articles de référence ou si vous connaissez des sites web de qualité traitant du thème abordé ici, merci de compléter l'article en donnant les références utiles à sa vérifiabilité et en les liant à la section « Notes et références ».
Mohamed Morabet (né le 31 janvier 1998 à Francfort-sur-le-Main) est un footballeur germano-marocain. Il occupe le poste de milieu de terrain dans la deuxième équipe du Swift Hesperange.

## Carrière
Il provient du centre de formation du FSV Francfort. Là, il a également fait sa première apparition professionnelle dans la 3. Liga en remplaçant Fabian Graudenz à la 78e minute du match lors de la 19e journée de la saison 2016/17, match qui s'est achevé par une victoire 3-1 à domicile contre le SV Wehen Wiesbaden. Après la relégation de son club, il est passé à la deuxième équipe du 1. FC Kaiserslautern (FCK) dans l'Oberliga Rheinland-Pfalz/Saar à l'été 2017. Lors de la saison 2017/18 d'Oberliga, Morabet a marqué 6 fois en 30 matchs et 12 fois en 34 matchs pendant la saison 2018/19.
Le 3 octobre 2018, Morabet a fait ses débuts dans la première équipe du FCK. Dans la victoire 7-0 à l'extérieur dans un match de Coupe du Sud-Ouest de l'Allemagne contre le SC 07 Idar-Oberstein, il est entré quand le score était de 6 à 0 et a marqué un but. Le 13 avril 2019, il était pour la première fois dans l'équipe de 3e division du FCK, mais il est resté sur le banc de touche. En mai 2019, Morabet a signé un nouveau contrat avec le 1. FC Kaiserslautern, valable jusqu'en 2022, il attend la signature d'un contrat professionnel à l'été 2020.